# Gare d’Argentan
Gare d’Argentan vasútállomás Franciaországban, Argentan településen.

## Vasútvonalak
Az állomást az alábbi vasútvonalak érintik:
- Le Mans–Mézidon-vasútvonal
- Argentan–Granville-vasútvonal

## Kapcsolódó állomások
A vasútállomáshoz az alábbi állomások vannak a legközelebb:
- Gare de Coulibœuf
- Gare d’Écouché
- Gare de Surdon